# Kościół Zwiastowania Najświętszej Maryi Pannie w Inowrocławiu
Kościół Zwiastowania Najświętszej Maryi Pannie w Inowrocławiu – neoromański kościół wybudowany na początku XX w. głównie z inicjatywy bpa Antoniego Laubitza. 18 grudnia 1929 został tutaj ochrzczony Józef Glemp, będący prymasem Polski w latach 1981–2009, oraz abp Stanisław Gądecki.

## Historia i architektura

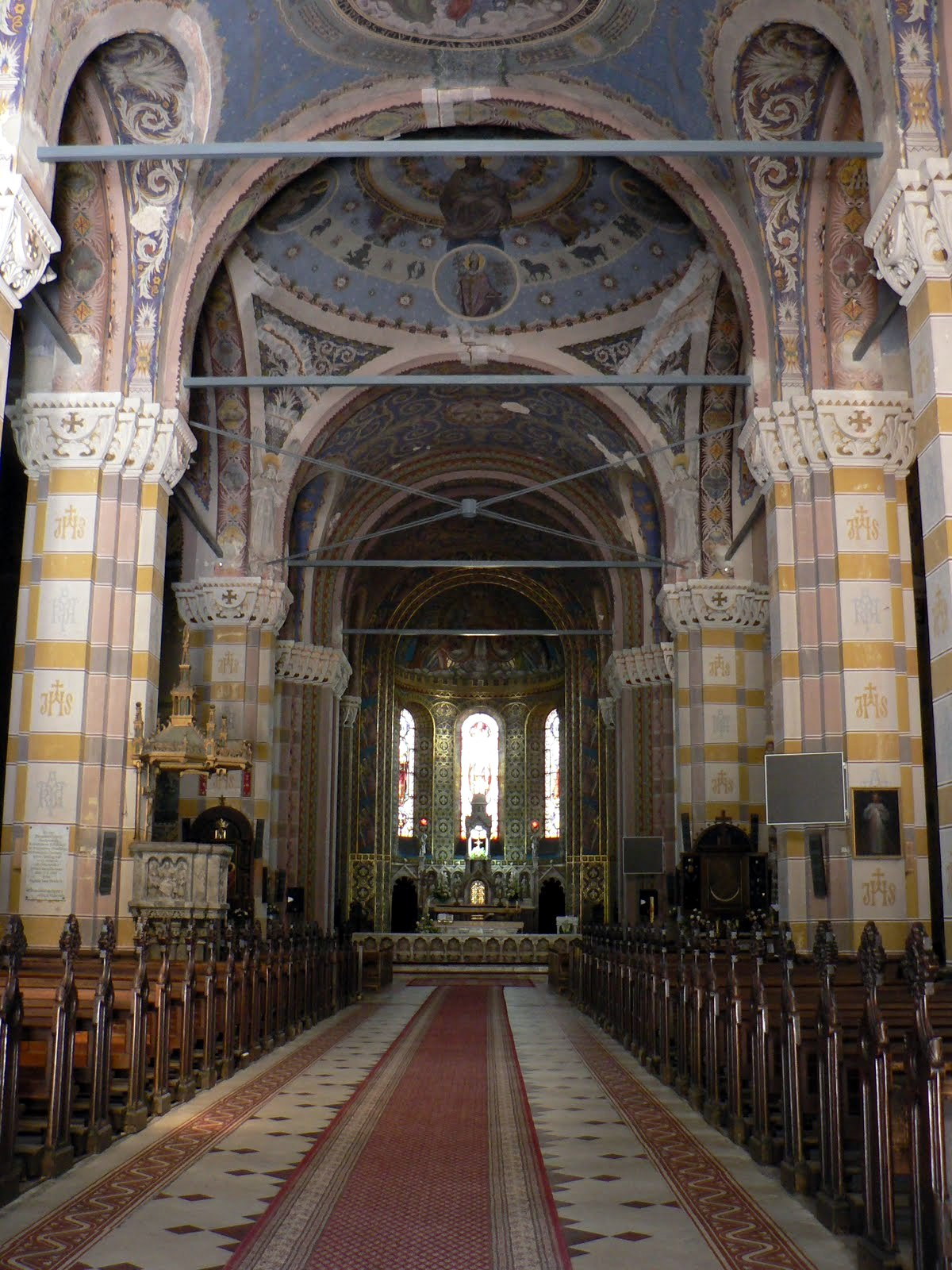
Wnętrze świątyni

Bogaty wystrój rzeźbiarski świątyni, nawiązujący do polskich tradycji narodowych, jest dziełem poznańskiego artysty Władysława Marcinkowskiego.

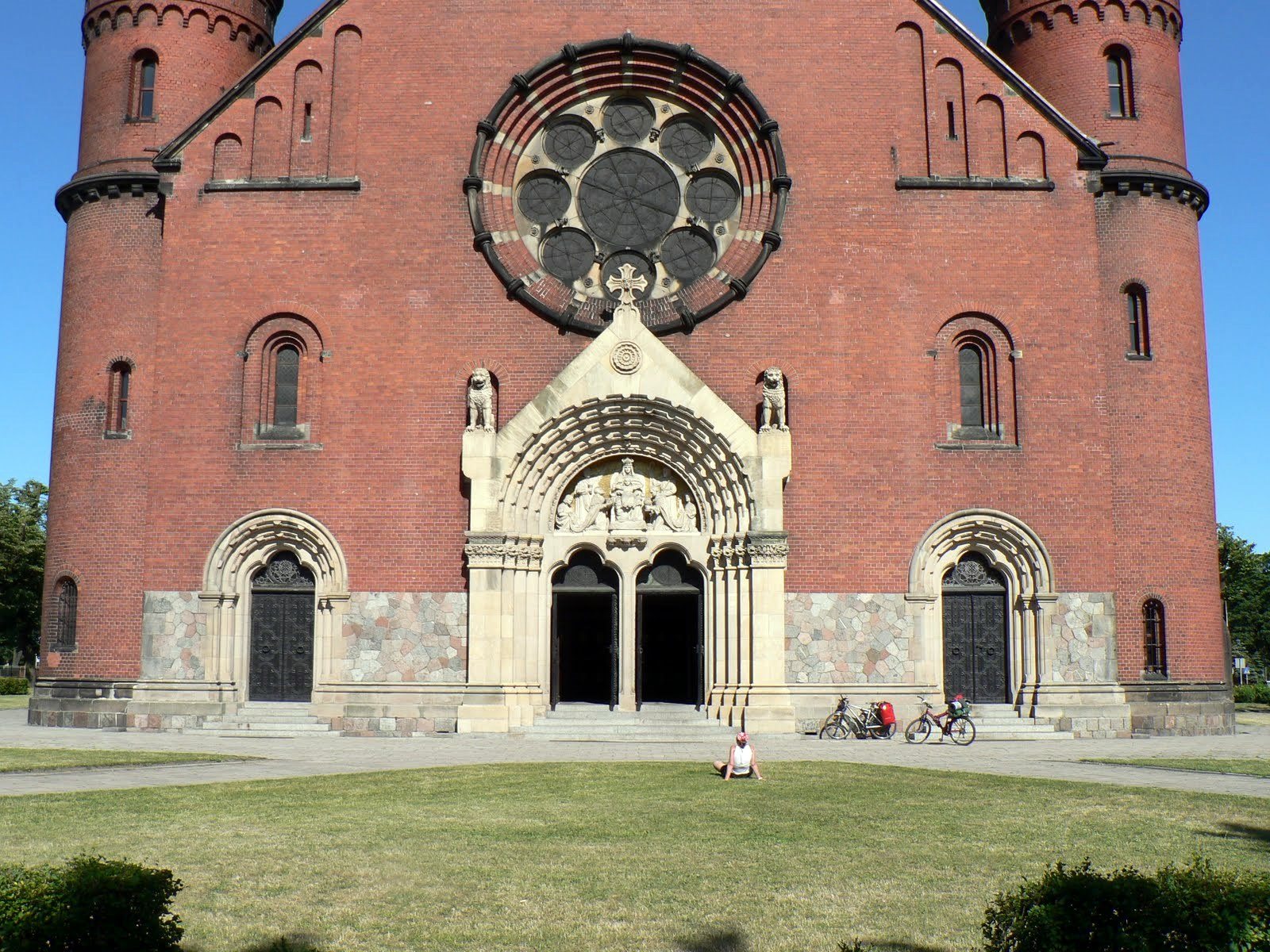
Dolna część głównej fasady

W 1909 roku w wyniku tąpnięcia ziemi (spowodowanego przez znajdującą się pod miastem nieczynną kopalnię soli) doszło do zawalenia się północnej ściany transeptu. Przez 20 lat świątynia pozostawała nieczynną, aż do 1929 roku, kiedy odbudowano zawaloną ścianę i przywrócono kościół do służby Bożej.
Kościół wzniesiony na planie krzyża łacińskiego jest największym i najwyższym budynkiem sakralnym w stolicy Kujaw Zachodnich. Strzelista wieża świątyni mierząca 77 metrów widoczna jest z najodleglejszych zakątków inowrocławskiego powiatu. Neoromańska architektura kościoła przedstawia założenie świątyni halowej, składająca się z trzech naw o tej samej wysokości. Za czwartą nawę uznać można transept, którego północna strona ucierpiała niegdyś we wspomnianej katastrofie budowlanej. Ceglany kościół Zwiastowania Najświętszej Maryi Pannie wraz z dwunastowieczną Bazyliką Mniejszą Imienia NMP tworzą razem charakterystyczny i nieodłączny element inowrocławskiego, miejskiego krajobrazu.

## Organy
Parafia Zwiastowania NMP posiada zabytkowy instrument wykonany w 1902 r. przez firmę organmistrzowską Wilhelma Sauera z Frankfurtu n. Odrą. Oznaczono go jako 859 dzieło w historii firmy (opus 859). Organy charakteryzują się romantyczną dyspozycją, na którą składa się 38 głosów (w tym 2 językowe), 2 klawiatury ręczne (manuały) i nożna (pedał), traktura pneumatyczna oraz wiatrownice stożkowe. Organy zbudowane są z 50 000 elementów. Przed rozpoczęciem remontu były w bardzo złym stanie technicznym, jednak w 90% udało się je uratować i odrestaurować. Mają 2470 piszczałek, z których najmniejsza ma kilka centymetrów, a największa ponad 5 m.